# Fëanor
Fëanor, conosciuto anche con il nome di Curufinwë, è un personaggio di Arda, l'universo immaginario fantasy creato dallo scrittore inglese J. R. R. Tolkien nell'opera Il Silmarillion. Elfo figlio di Finwë (re dei Noldor) e Míriel, è famoso per aver creato i Silmaril e per le vicende ad essi seguenti, oltre che per essere, probabilmente, il creatore dei Palantír.

## Il nome
Fëanor, nome materno di Curufinwë, è la forma sindarin della parola quenya fëanáro, che significa "spirito di fuoco". Tale nome gli fu attribuito dalla madre Míriel alla nascita: ella sentì infatti che, nel partorirlo, la forza del proprio spirito e del proprio corpo si infuse in lui, tanto che poi decise di essere sgravata dalla fatica di vivere, ed il suo spirito trapassò nelle Aule di Mandos. Il nome paterno, invece, fu Curufinwë, dove cur significa "acuto", anche nel senso figurato di "intelligente, abile", mentre finwë è il nome del padre di Fëanor, sicché Curufinwë letteralmente significa "destrezza di Finwë".

## Personalità
Fëanor viene sempre descritto come il più grande tra tutti gli Eldar, era insieme un grandissimo guerriero, artigiano, fabbricatore di gemme ed oggetti magici:
(J. R. R. Tolkien, Il Silmarillion)
Egli è l'artefice dei Silmaril e dei Palantíri. Fëanor fu inoltre anche l'ideatore di quel tipo di scrittura che porta il suo nome, le lettere di Fëanor (Tengwar) o alfabeto Fëanoriano, perfezionando così l'opera di Rumil (che fu il primo elfo a concepire la scrittura).
Ma la sua opera più rinomata sono senza ombra di dubbio i tre Silmaril, in cui riuscì a racchiudere la luce dei Due Alberi di Valinor, e sono da considerarsi gli artefatti più potenti dell'intero universo Tolkieniano.
Si dice che persino il Vala Aulë provò stupore per i Simarilli, ammettendo modestamente che neanche lui, il Signore della Terra, avrebbe potuto realizzare opere di una bellezza così suprema.
Queste enormi qualità andavano in lui di pari passo con una caparbietà ed un orgoglio altrettanto enormi. Quindi le sue gesta furono al di sopra della contesa tra Melkor ed i Valar e la sua condotta lo portò ad inimicarsi entrambe le fazioni.
L'aggettivo che meglio descrive ogni tratto della personalità di Fëanor è sconfinato, nel bene come nel male, o meglio al di là del bene e del male.
Fisicamente era considerato "il più forte di tutti i figli di Ilúvatar"; ciononostante questa enorme forza non gli bastò per salvarsi dai Balrog che lo uccisero alle porte di Angband.

## Biografia

### Vita a Valinor
Fëanor nacque nel reame beato di Valinor, primo figlio di Finwë re dei Noldor e della moglie Míriel.
Dopo la morte della moglie, in seguito alla nascita del figlio, Finwë si sposò con Indis dei Vanyar, da cui ebbe due figli, Fingolfin e Finarfin; Fëanor non vide di buon occhio questo matrimonio, provò sempre una forte antipatia per i suoi due fratellastri e la matrigna e li evitò il più possibile, vivendo lontano da loro oppure viaggiando per la terra di Aman.
Fëanor si sposò molto giovane con Nerdanel, figlia di Mahtan, fabbro dei Noldor. Da lei ebbe sette figli: Maedhros l'Alto, Maglor il Cantore, Celegorm il Chiaro, Caranthir lo Scuro, Curufin il Destro e i gemelli Amrod e Amras; alcuni ereditarono dalla madre un carattere più temperato e meno impulsivo rispetto a quello del padre.
La maturità di Fëanor coincise anche con il periodo in cui Melkor venne scarcerato dalle prigioni di Mandos ed ottenne il perdono dei Valar, dichiarandosi pentito delle sue malefatte. In realtà l'odio di questi per la felicità dei Valar e degli Elfi era immenso, e nel momento in cui vide i Silmaril (costruiti e posseduti da Fëanor), li bramò al di sopra di ogni altra cosa. Tuttavia riuscì ad ingannare Manwë e i Valar, rimanendo a Valinor apparentemente per aiutare con la sua saggezza i Noldor (fornendo loro le indicazioni necessarie, tra l'altro, per la costruzione dei Palantíri) anche se in realtà mirava a corromperli, e ad estraniarli dai Valar.
Melkor sfruttò il temperamento esplosivo di Fëanor insinuando che il suo fratellastro Fingolfin non solo tramava per prendere il suo posto come erede di Finwë, ma aveva anche adocchiato i Silmaril.
L'ostilità di Fëanor crebbe a tal punto da minacciare con la spada la vita di Fingolfin davanti al padre. (È in questo periodo che, sobillati da Melkor, i Noldor iniziarono a forgiare armi.) Per questo atto, i Valar lo esiliarono a Formenos, roccaforte nella quale Fëanor portò il suo tesoro, insieme ai Silmaril chiusi in uno scrigno blindato. Infatti con il passare del tempo, Fëanor sviluppò un amore sempre più viscerale e possessivo per i tre gioielli, e non sopportava nemmeno di tirarli fuori dal loro nascondiglio per mostrarli, salvo ai figli.
Anche Finwë si ritirò a Formenos, per sostenere il figlio maggiore, lasciando come reggente Fingolfin.
I Valar compresero che il vero responsabile del tralignamento di Fëanor era Melkor, e mandarono Tulkas per imprigionarlo nuovamente, ma troppo tardi: Melkor era sparito. Riapparve poco tempo dopo proprio a Formenos, dove finse solidarietà all'esiliato
Fëanor, e cercò di convincerlo di nuovo delle sue bugie sulle mire del fratellastro. Per sua sfortuna, Fëanor indovinò quale fosse il suo vero obiettivo, e in un accesso d'ira sbatté fuori dalla porta "il più possente degli abitatori di Eä".
Ricolmo di rabbia, Melkor dovette andarsene, anche per il fatto che i Valar avevano ricominciato a dargli la caccia. Egli si diresse prima verso nord per sviare i suoi inseguitori , convinti che volesse ritornare alle sue antiche fortezze nella Terra di Mezzo, per poi dirigersi improvvisamente verso l'estremo sud del mondo, nella regione di Avathar.
I Valar cercarono di ricucire lo strappo tra Fëanor e Fingolfin invitandolo in occasione di una solenne festività e qui Fingolfin offrì la mano al fratellastro:
(J.R.R. Tolkien, Il Silmarillion)
E, almeno a parole, i due fecero pace.
Nel frattempo Melkor nell'Avathar strinse alleanza con la creatura ragno Ungoliant, la quale aiutò Melkor a distruggere i Due Alberi, facendo piombare Valinor nell'oscurità. Melkor e Ungoliant si diressero poi a Formenos, uccisero Finwë, e portarono via ogni tesoro che vi era custodito, inclusi i Silmaril; infine fuggirono verso il Nord del Beleriand passando attraverso la regione dell'Helcaraxë (Ghiaccio Stridente).
Durante quella che avrebbe dovuto essere la festa per la riconciliazione di Fëanor con Fingolfin, dunque, gli Alberi furono distrutti, e la loro luce risplendeva ora solo nei Silmaril.
Yavanna chiese a Fëanor di darle i Gioielli, cosicché potesse guarire gli Alberi e vanificare il malvagio operato di Melkor; tuttavia Fëanor esclamò con veemenza che mai avrebbe ceduto i suoi Silmaril di propria volontà e se i Valar lo avessero costretto, disse, non si sarebbero rivelati migliori di Melkor.
È stato in questo preciso momento che giunse un messaggero a riferire l'incursione a Formenos. Secondo il racconto del messaggero, Melkor, circondato da una tenebra impenetrabile, «[...] e in essa avanzava un potere a designare il quale non vi era nome»,
era giunto a Formenos, e solo Finwë, l'Alto Re, osò resistergli e nel combatterlo perse la vita, il primo Elfo a venire ucciso a Valinor. Melkor saccheggiò tutto, e i Silmaril andarono perduti.

### Il ritorno dei Noldor
Fu allora che Fëanor soprannominò Melkor con l'appellativo di Morgoth (Oscuro Nemico del Mondo), a causa dell'assassinio di Finwë e della sottrazione dei Silmaril. Sfidando il bando dei Valar, si recò nella città di Tirion, e qui arringò la folla con il discorso più trascinante che si fosse mai udito in Arda, nel quale sfogò la sua rabbia nei contronti di Morgoth, ma anche dei Valar, e persuase la maggior parte dei Noldor ad abbandonare Valinor, e seguirlo nella Terra di Mezzo per combattere Morgoth.
Qui pronunciò, insieme ai sette figli, un terribile giuramento: invocando Ilúvatar a testimone, essi giurarono di perseguitare sempre, ovunque e in qualunque modo chiunque osasse detenere i Silmaril, e chiamando su di loro stessi la tenebra eterna nel caso non fossero riusciti a riconquistarli.
Messosi in marcia con tutta la schiera dei Noldor al seguito, Fëanor comprese ben presto che l'entusiasmo non sarebbe certo bastato a riportarli tutti nella Terra di Mezzo; per questo, giunto alle spiagge di Aman, chiese l'aiuto dei Teleri e delle loro navi per poter attraversare il mare e ritornare nelle terre mortali; di fronte al rifiuto di questi, decise di impadronirsi con la forza dei vascelli, e vi fu battaglia tra Teleri e Noldor (chiamata in seguito Fratricidio di Alqualondë, in quanto per la prima volta degli elfi uccisero altri elfi).
Impadronitisi delle navi, la schiera dei Noldor prese a manovrarle alla bell'e meglio seguendo la costa verso nord, quando furono sorpresi da una terribile tempesta, nella quale molti vascelli andarono distrutti e parecchi elfi annegarono.
(J.R.R. Tolkien, Il Silmarillion)
Giunti all'estremità settentrionale del Reame Vigilato, nella montagnosa e fredda Araman, essi incontrarono un araldo di Manwë, probabilmente Mandos, il quale pronunciò contro di loro una terribile maledizione, detta Sorte dei Noldor, o Profezia del Nord. Fu allora che, pentitosi di quanto accaduto, Finarfin, il figlio minore di Finwë, tornò indietro con la sua schiera; essi furono perdonati dai Valar e Finarfin divenne l'Alto Re dei Noldor a Valinor. I suoi figli, invece, proseguirono lungo il cammino intrapreso.
Anche così, però, Fëanor si rese conto che non c'erano abbastanza navi per traghettare tutti quanti in una volta sola; per questo, decise di lasciare tutti quelli che erano fedeli agli altri principi dei Noldor che l'avevano seguito, ma non a lui, al corrente dei mormorii e delle maledizioni pronunciate contro di lui, specie dai seguaci di Fingolfin, ritenuto la causa di tutti i mali degli Eldar. Così, lui, i suoi figli e i loro seguaci furono la prima schiera ad arrivare nell'estremo ovest del Beleriand, a Losgar, nella terra di Lammoth (Lungo Eco), dove poco tempo prima erano transitati Morgoth ed Ungoliant. Qui Fëanor decise di bruciare i vascelli, all'insaputa dei suoi stessi figli, abbandonando così Fingolfin e le sue schiere. Per questo gesto ebbe un alterco con il suo primogenito, Maedhros, il quale volle sapere quali navi avrebbero portato Fingolfin e le sue schiere; ma Fëanor rise delle preoccupazioni del figlio, dicendo che, per quanto lo riguardava, il fratellastro e la sua gente potevano morire tutti.
(J.R.R. Tolkien, Il Silmarillion)
Essendo la Terra in quei giorni piatta, le fiamme furono avvistate da Fingolfin e dai suoi, che compresero così di essere stati traditi e che l'unica possibilità di giungere alla Terra di Mezzo era passare attraverso l'Helcaraxë. L'impresa fu terribile, e compiuta a prezzo di enormi sacrifici e gravi perdite, ma alla fine Fingolfin e le sue schiere giunsero a destinazione, e la loro acredine nei confronti di Fëanor ed i suoi figli era enorme.

### La morte
L'incendio delle navi nel Losgar fu avvistato anche da Morgoth, che saputo così dell'arrivo dei Noldor, fece immediatamente uscire le sue armate da Angband, con l'intento di non dar loro un solo istante di tregua e ricacciarli immediatamente in mare. La battaglia, che si svolse nella regione di Mithrim, fu detta Dagor-nuin-Giliath (Battaglia Sotto le Stelle), e fu vinta dai Noldor, che dispersero le legioni di Morgoth.
Fëanor, esaltato dalla vittoria, insieme ai figli mosse alla volta di Angband, credendo di poter avere di lì a poco la propria vendetta. Nella sua foga, però, si era staccato troppo dal resto del suo contingente, fu rapidamente circondato dai Balrog e, dopo una lunga battaglia con loro da solo, Fëanor venne abbattuto da Gothmog, capitano dei Balrog.
Sebbene i figli, giunti coi rinforzi, fossero riusciti a disperdere le forze di Morgoth e a riportare il padre al loro accampamento, le ferite riportate da Fëanor erano letali, ed egli, maledicendo ancora una volta Morgoth ed esortando i figli a tener fede al giuramento, morì.
Così finì il più possente dei Noldor, dalle cui gesta vennero sia la loro massima nomea, sia le loro più tristi sventure.»
(J.R.R. Tolkien, Il Silmarillion)
Fëanor non tornò più dalle Aule di Mandos, dove il suo spirito si recò, e mai tornerà, fino a dopo la Dagor Dagorath.

### La Casa di Fëanor
|          |          | Finwë    | Finwë    | Finwë    | Finwë    | Finwë  | Finwë  |          |          | Míriel   | Míriel   | Míriel    | Míriel    | Míriel    | Míriel    |             |           | Mahtan   | Mahtan   | Mahtan   | Mahtan   | Mahtan   | Mahtan   |       |       |       |       |       |       |  |  |  |  |  |  |  |  |  |  |  |  |  |  |  |  |  |  |  |  |  |  |  |  |  |  |
|          |          | Finwë    | Finwë    | Finwë    | Finwë    | Finwë  | Finwë  |          |          | Míriel   | Míriel   | Míriel    | Míriel    | Míriel    | Míriel    |             |           | Mahtan   | Mahtan   | Mahtan   | Mahtan   | Mahtan   | Mahtan   |       |       |       |       |       |       |  |  |  |  |  |  |  |  |  |  |  |  |  |  |  |  |  |  |  |  |  |  |  |  |  |  |
|          |          |          |          |          |          |        |        |          |          |          |          |           |           |           |           |             |           |          |          |          |          |          |          |       |       |       |       |       |       |  |  |  |  |  |  |  |  |  |  |  |  |  |  |  |  |  |  |  |  |  |  |  |  |  |  |
|          |          |          |          |          |          | Fëanor | Fëanor | Fëanor   | Fëanor   | Fëanor   | Fëanor   |           |           |           |           |             |           | Nerdanel | Nerdanel | Nerdanel | Nerdanel | Nerdanel | Nerdanel |       |       |       |       |       |       |  |  |  |  |  |  |  |  |  |  |  |  |  |  |  |  |  |  |  |  |  |  |  |  |  |  |
|          |          |          |          |          |          | Fëanor | Fëanor | Fëanor   | Fëanor   | Fëanor   | Fëanor   |           |           |           |           |             |           | Nerdanel | Nerdanel | Nerdanel | Nerdanel | Nerdanel | Nerdanel |       |       |       |       |       |       |  |  |  |  |  |  |  |  |  |  |  |  |  |  |  |  |  |  |  |  |  |  |  |  |  |  |
|          |          |          |          |          |          |        |        |          |          |          |          |           |           |           |           |             |           |          |          |          |          |          |          |       |       |       |       |       |       |  |  |  |  |  |  |  |  |  |  |  |  |  |  |  |  |  |  |  |  |  |  |  |  |  |  |
|          |          |          |          |          |          |        |        |          |          |          |          |           |           |           |           |             |           |          |          |          |          |          |          |       |       |       |       |       |       |  |  |  |  |  |  |  |  |  |  |  |  |  |  |  |  |  |  |  |  |  |  |  |  |  |  |
|          |          |          |          |          |          |        |        |          |          |          |          |           |           |           |           |             |           |          |          |          |          |          |          |       |       |       |       |       |       |  |  |  |  |  |  |  |  |  |  |  |  |  |  |  |  |  |  |  |  |  |  |  |  |  |  |
| Maedhros | Maedhros | Maedhros | Maedhros | Maedhros | Maedhros |        |        | Celegorm | Celegorm | Celegorm | Celegorm | Celegorm  | Celegorm  |           |           | Curufin     | Curufin   | Curufin  | Curufin  | Curufin  | Curufin  |          |          | Amras | Amras | Amras | Amras | Amras | Amras |  |  |  |  |  |  |  |  |  |  |  |  |  |  |  |  |  |  |  |  |  |  |  |  |  |  |
| Maedhros | Maedhros | Maedhros | Maedhros | Maedhros | Maedhros |        |        | Celegorm | Celegorm | Celegorm | Celegorm | Celegorm  | Celegorm  |           |           | Curufin     | Curufin   | Curufin  | Curufin  | Curufin  | Curufin  |          |          | Amras | Amras | Amras | Amras | Amras | Amras |  |  |  |  |  |  |  |  |  |  |  |  |  |  |  |  |  |  |  |  |  |  |  |  |  |  |
|          |          |          |          | Maglor   | Maglor   | Maglor | Maglor | Maglor   | Maglor   |          |          | Caranthir | Caranthir | Caranthir | Caranthir | Caranthir   | Caranthir |          |          | Amrod    | Amrod    | Amrod    | Amrod    | Amrod | Amrod |       |       |       |       |  |  |  |  |  |  |  |  |  |  |  |  |  |  |  |  |  |  |  |  |  |  |  |  |  |  |
|          |          |          |          | Maglor   | Maglor   | Maglor | Maglor | Maglor   | Maglor   |          |          | Caranthir | Caranthir | Caranthir | Caranthir | Caranthir   | Caranthir |          |          | Amrod    | Amrod    | Amrod    | Amrod    | Amrod | Amrod |       |       |       |       |  |  |  |  |  |  |  |  |  |  |  |  |  |  |  |  |  |  |  |  |  |  |  |  |  |  |
|          |          |          |          |          |          |        |        |          |          |          |          |           |           |           |           | Celebrimbor |           |          |          |          |          |          |          |       |       |       |       |       |       |  |  |  |  |  |  |  |  |  |  |  |  |  |  |  |  |  |  |  |  |  |  |  |  |  |  |

### Curiosità
Il gruppo power metal Blind Guardian nell'album Nightfall in Middle-Earth (concept album sul Silmarillion) dedica una canzone (The Curse of Fëanor) alla parte della storia in cui Fëanor maledice Melkor, chiamandolo per la prima volta Morgoth, giurando di perseguitarlo in eterno.